# Kolosnykove
Kolosnykove (en ukrainien : Колосникове, en russe : Колосниково, Kolonikovo) est une commune urbaine de l'est de l'Ukraine, dans l'oblast de Donetsk, dépendant du raïon de Donetsk. Elle était peuplée en 2019 de 598 habitants.

## Géographie
La commune est assise sur le Plateau du Donets, à 242 mètres d'altitude. Étant située non loin à l'est de la rivière Hrouzka, affluente du fleuve côtier Kalmious, elle fait partie de son bassin versant. Elle se trouve entre les villes de Makiïvka à l'ouest, et de Khartsyzk à l'est, dans une zone de conurbation faisant partie du bassin industriel du Donbass. Elle est à 8 kilomètres de chacune de ces villes, et à 19 kilomètres à l'est de la ville de Donetsk.